# Distribució de Benktander
En teoria de la probabilitat i en estadística, la distribució de Benktander és una distribució de probabilitat contínua coneguda com dos tipus diferents: la distribució de Benktander de tipus I (o distribució de Benktander-Gibrat) i la distribució de Benktander de tipus II (o distribució de Benktander Weibull).
Aquestes lleis es va aparèixer originalment en un article de 1960 escrit per Benktander i Segerdahl. S'utilitzen principalment en l'economia.
Igual que la distribució de Pareto és una generalització de la distribució exponencial, les dues lleis de Benktander són generalitzacions d'aquesta distribució exponencial.
Si a {\displaystyle X_{I}}el segueix una distribució de Benktander de tipus I, s'escriurà {\displaystyle X_{I}\sim \mathrm {BenktanderI} (a,b)}; de la mateixa manera, per a una distribució de Benktander de tipus II s'escriurà {\displaystyle X_{II}\sim \mathrm {BenktanderII} (a,b)}

## Origen
La distribució de Pareto és una distribució exponencial de paràmetre {\displaystyle \scriptstyle \log(x/x_{m})}, on {\displaystyle x_{m}} és un paràmetre de posició. Apareix així un paràmetre d'escala exponencial: {\displaystyle e(x):={\frac {x}{x_{m}}}}.
Per reflectir millor els valors empírics econòmics, es defineixen altres dos paràmetres exponencials d'escala:
{\displaystyle {\begin{cases}e_{I}(x)={\frac {x}{a+2b\log(x)}}&{\text{ per }}a>0{\text{ i }}0\leq b\\e_{II}(x)={\frac {x^{1-b}}{a}}&{\text{ per }}a>0{\text{ i }}0<b\leq 1\end{cases}}}
Aquests dos nous paràmetres defineixen els dos tipus de distribució de Benktander.

## Definicions
Els dos canvis d'escala anteriors per definir les dues funcions distribució de les distribucions de Benktander de tipus I i II:.
- Per al tipus I :

{\displaystyle F_{I}(x)={\begin{cases}1-x^{-1-a-b{\mathrm {Log} [x]}}\left(1+{\tfrac {2b\mathrm {Log} [x]}{a}}\right)&{\text{ per }}x\geq 1\\0&{\text{ sinó.}}\end{cases}}}
- Per al tipus II :

{\displaystyle F_{II}(x)={\begin{cases}1-e^{{\frac {a}{b}}(1-x^{b})}x^{b-1}&{\text{ per }}x\geq 1\\0&{\text{ sió.}}\end{cases}}}
Per derivació s'aconsegueixen les dues densitats de les distribucions.
- Per al tipus I :

{\displaystyle f_{I}(x)={\begin{cases}x^{-2-a-b{\mathrm {Log} [x]}}\left(-{\tfrac {2b}{a}}+\left(1+a+2b\mathrm {Log} [x]\right)\left(1+{\tfrac {2b\mathrm {Log} [x]}{a}}\right)\right)&{\text{ per }}x\geq 1\\0&{\text{ sinó.}}\end{cases}}}
- Per al tipus II :

{\displaystyle f_{II}(x)={\begin{cases}e^{\tfrac {a(1-x^{b})}{b}}x^{-2+b}(1-b+ax^{b})&{\text{ per }}x\geq 1\\0&{\text{ sinó.}}\end{cases}}}

## Propietats
La mitjana d'ambdós tipus són iguals a:
{\displaystyle \mathbb {E} [X]=1+{\frac {1}{a}}}.
Les variàncies són donades per:
{\displaystyle Var(X_{I})={\frac {-{\sqrt {b}}+ae^{\tfrac {(-1+a)^{2}}{4b}}{\sqrt {\pi }}\operatorname {erfc} \left({\tfrac {-1+a}{2{\sqrt {b}}}}\right)}{a^{2}{\sqrt {b}}}}}
i
{\displaystyle Var(X_{II})={\frac {-1}{a^{2}}}+{\frac {2e^{\tfrac {a}{b}}{\rm {E}}(1-{\tfrac {1}{b}},{\tfrac {a}{b}})}{ab}}}
on {\displaystyle X_{I}\sim \mathrm {BenktanderI} (a,b)}, {\displaystyle X_{II}\sim \mathrm {BenktanderII} (a,b)}, erfc és la funció d'error, i t {\displaystyle \scriptstyle {\rm {E}}(n,x)} és l'exponencial integral generalitzada.

## Relació amb altres lleis
- {\displaystyle \lim _{b\rightarrow 0}\mathrm {BenktanderI} (a,b)\sim Pareto(1,1+a)}